# Mette Lange-Nielsen

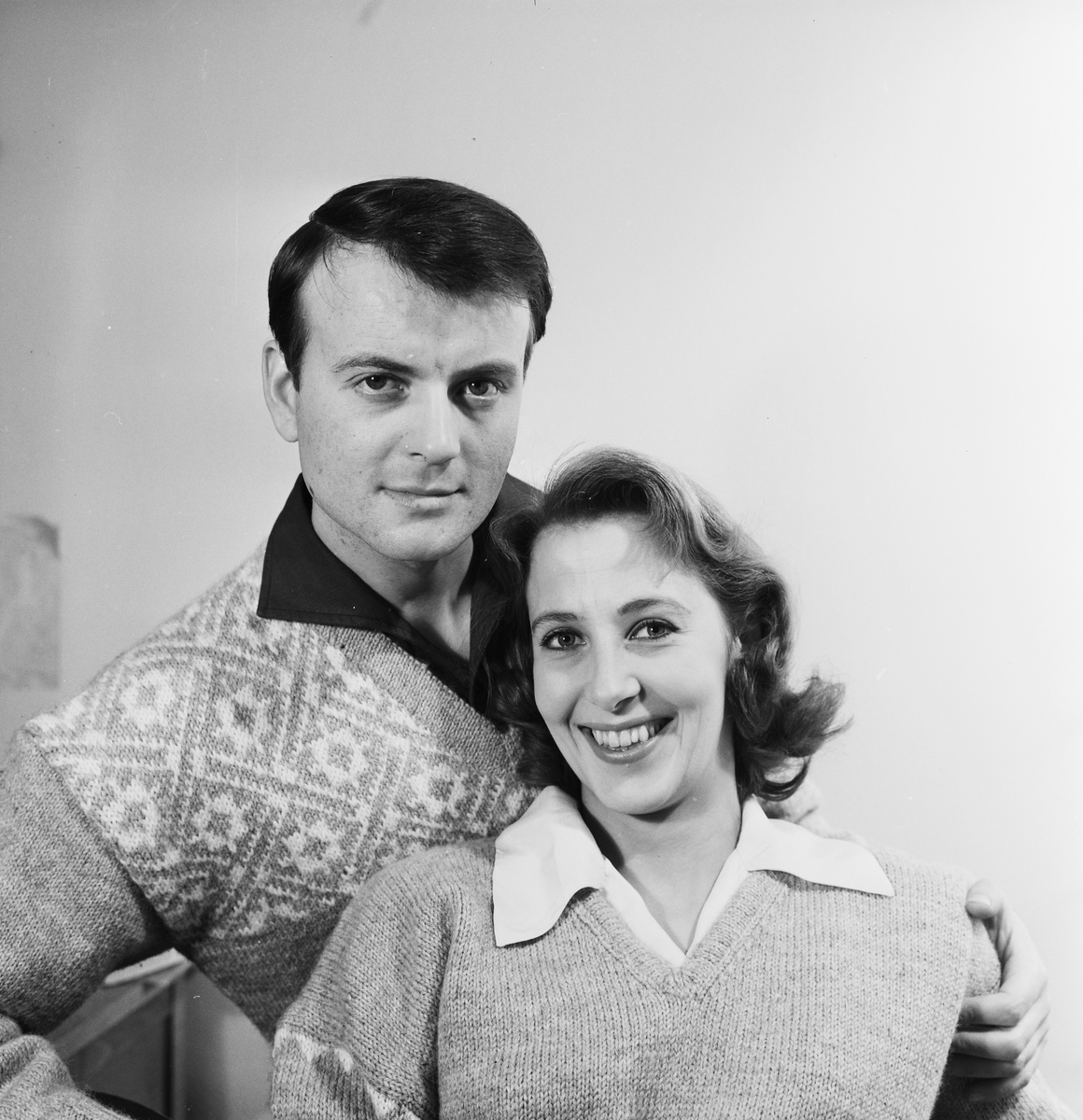
Per Lillo-Stenberg mit seiner Frau Mette Lange-Nielsen, 1958.

Mette Lange-Nielsen (* 30. April 1929 in Norwegen; † 29. Mai 1981 in  Norwegen) war eine norwegische Schauspielerin.

## Leben
Ihr Filmdebüt als Schauspielerin hatte sie 1951 in dem Film Dei svarte hestane als Viv Førnes. Lange-Nielsen trat in der Folge bei mehreren norwegischen Filmen und Fernsehserien bis zu ihrem Tod 1981 in verschiedenen Rollen auf.
Ihr Sohn Lars Lillo-Stenbergs besang 1997 in dem Lied «Mor» (deutsch Mutter), eine Hommage auf seine Mutter, das später von seiner Band deLillos erneut aufgegriffen und gecovert wurde. Sie war Norwegens erste Fernseh-Programmsprecherin beim NRK.
Lange-Nielsen war mit dem Schauspieler Per Lillo-Stenberg verheiratet und die Mutter des norwegischen Sängers, Gitarristen und Songschreiber Lars Lillo-Stenberg. Weiterhin war sie die Schwester der norwegischen Juristen und Richters Trygve Lange-Nielsen. Ihre Mutter stammte aus der norwegischen weit verzweigten Familie Stang, die ursprünglich aus Deutschland eingewandert war.

## Filmografie (Auswahl)

### Schauspieler
- 1951: Dei svarte hestane
- 1956: Roser til Monica
- 1956: Kvinnens plass
- 1959: Hete septemberdager
- 1959: Støv på hjernen
- 1960: Der Kampf um den Adlerfels (Venner)
- 1961: Bussen
- 1963: Om Tilla
- 1966: Broder Gabrielsen
- 1967: Musikanter
- 1969: Tipp topp. Husmorfilmen
- 1972: Ture Sventon - Privatdetektiv  (Ture Sventon, privatdetektiv)
- 1973: Jentespranget
- 1975: Min Marion
- 1981: Kleine Ida (Liten Ida)

## Kostümbildnerin
- 1966: Hurra for Andersens

### Schminke
- 1976: Den sommeren jeg fylte 15